# Inna Sissoko Cissé
Moussoumakan "Inna" Sissoko Cissé, (nascida Sissoko, 11 de dezembro de 1933 em Macina, Mali), é uma estadista, enfermeira e assistente social do Mali que actuou como Secretária de Estado para Assuntos Sociais  (secretétaire d 'Etat aux Affaires sociales) de 1968 a 1972. Ela foi a primeira mulher a ser membro do governo do Mali.

## Biografia
Inna Sissoko nasceu numa família de professores; ela foi para a escola em Ségou e Bamako. Em 1953, ela começou a trabalhar como professora assistente. Mais tarde, estudou enfermagem de 1957 a 1959 em Dakar. Em 1959 mudou-se para Paris e trabalhou como assistente social até 1962, depois tornou-se professora de serviço social. Ela frequentou a Universidade de Paris e formou-se em 1967 em ciências sociais.
Embora Sissoko não pertencesse ao partido do governo, União Sudanesa - Comício Democrático Africano, ela foi escolhida como Secretária de Estado para Assuntos Sociais após o golpe de Estado de 1968 no Mali, tornando-se na primeira mulher no governo do Mali. Ela ocupou o cargo até 1972, quando a gestão dos assuntos sociais foi assumida pelo Ministério da Saúde. A partir de 1985, ela trabalhou como assessora do Ministério do Trabalho e da Função Pública (ministère du Travail et de la Fonction publique).
Em 1971, ela lançou a primeira campanha do Mali para educação sexual e planeamento familiar. Como resultado, o governo militar de Moussa Traoré acabou com a proibição da contracepção da era colonial; Mali foi o primeiro país francófono de África a tomar essa medida. Sissoko era uma defensora de organizações femininas e apoiou a fundação da Associação Nacional de Mulheres do Mali (l'Association nationale des femmes du Mali) em 1974.
Inna Sissoko é muçulmana. Anteriormente, ela foi casada e está divorciada do professor Django Cissé. Ela tem filhos adoptivos. Sissoko teve também a honra de ser a primeira mulher nomeada Grande Oficial da Ordem Nacional do Mali.